# NGC 3478
NGC 3478 је спирална галаксија у сазвежђу Велики медвед која се налази на NGC листи објеката дубоког неба.
Деклинација објекта је + 46° 7' 23" а ректасцензија 10h 59m 27,4s. Привидна величина (магнитуда) објекта NGC 3478 износи 12,7 а фотографска магнитуда 13,5. NGC 3478 је још познат и под ознакама UGC 6069, MCG 8-20-59, CGCG 241-51, IRAS 10565+4623, PGC 33101.